# Kasparus (gromada)
Kasparus – dawna gromada, czyli najmniejsza jednostka podziału terytorialnego Polskiej Rzeczypospolitej Ludowej w latach 1954–1972.
Gromady, z gromadzkimi radami narodowymi (GRN) jako organami władzy najniższego stopnia na wsi, funkcjonowały od reformy reorganizującej administrację wiejską przeprowadzonej jesienią 1954 do momentu ich zniesienia z dniem 1 stycznia 1973, tym samym wypierając organizację gminną w latach 1954–1972.
Gromadę Kasparus z siedzibą GRN w Kasparusie utworzono – jako jedną z 8759 gromad na obszarze Polski – w powiecie starogardzkim w woj. gdańskim na mocy uchwały nr 23/III/54 WRN w Gdańsku z dnia 5 października 1954. W skład jednostki weszły obszary dotychczasowych gromad Kasparus i Suchobrzeźnica, ponadto miejscowości Skorzenno i Skrzynia z dotychczasowej gromady Skorzenno oraz miejscowość Łuby z dotychczasowej gromady Radogoszcz, ze zniesionej gminy Osiek, a także miejscowości Długie i Leśnictwo Długie z dotychczasowej gromady Osieczna ze zniesionej gminy Osieczna – w tymże powiecie. Dla gromady ustalono 11 członków gromadzkiej rady narodowej.
1 stycznia 1962 gromadę zniesiono, a jej obszar włączono do gromad: Osiek (miejscowości Kasparus, Skórzenno, Suchobrzeźnica, Żorawki, Gęby, Skrzynia, Pieczysko, Błędno, Łuby i Szlaga) i Osieczna (miejscowości Długie i Cisiny) w tymże powiecie.